# Erica irbyana
Erica irbyana är en ljungväxtart som beskrevs av Gábor Gabriel Andreánszky. Erica irbyana ingår i släktet klockljungssläktet, och familjen ljungväxter. Inga underarter finns listade i Catalogue of Life.